# 無能
| ウィキペディアには「無能」という見出しの百科事典記事はありません（タイトルに「無能」を含むページの一覧/「無能」で始まるページの一覧）。 代わりにウィクショナリーのページ「無能」が役に立つかもしれません。 |